# Estadio Akron
Das Estadio Akron (zuvor Estadio Omnilife sowie Estadio Chivas) ist ein Fußballstadion in Zapopan, einem nordwestlich von Guadalajara gelegenen Vorort, im mexikanischen Bundesstaat Jalisco. Bereits von Beginn an war zunächst geplant, das Stadion nach dem örtlichen Fußballverein Chivas Guadalajara zu benennen, der hier seither seine Heimspiele austrägt. Einen Monat vor der offiziellen Eröffnung wurde dann aber bekannt gegeben, dass die Spielstätte den Namen des als Sponsor vorgesehenen spanischen Telekommunikationsunternehmens Movistar erhalten werde. Eine Woche vor Eröffnung wurde als neuer Name dann Omnilife genannt; nach der Firma des seinerzeitigen Stadioninhabers Jorge Vergara, der zur selben Zeit auch Präsident des Fußballvereins Chivas Guadalajara war. Dieser Name wurde dann tatsächlich vergeben und hatte bis Ende Februar 2016 Bestand. Im Dezember 2017 die Änderung des Sponsoringnamens in Estadio Akron vereinbart. Der Vertrag ab der Saison 2018 mit dem Hersteller von Automobil-Schmierstoffen hat eine Laufzeit von zehn Jahren.

## Der Vulkan
Die Anlage wurde am 29. Juli 2010 mit einer feierlichen Zeremonie eingeweiht. Anwesend waren der mexikanische Präsident Felipe Calderón sowie u. a. Vertreter der Verbände FIFA, CONMEBOL und der CONCACAF. Einen Tag später fand das Eröffnungsspiel zwischen dem CD Guadalajara und Manchester United statt, das der Gastgeber mit 3:2 (2:1) für sich entschied. Chicharito, der in der Saison 2009/10 für Chivas spielte und für die Saison 2010/11 zu Manchester United wechselte, spielte die erste Halbzeit in Reihen seines alten und die zweite Halbzeit in Reihen seines neuen Arbeitgebers. Er war zugleich der erste Torschütze im neuen Stadion, als ihm in der 8. Minute der Führungstreffer für Guadalajara gelang. Die weiteren Tore erzielten Chris Smalling in der 10. Minute zum 1:1, Adolfo Bautista in der 38. Minute zum 2:1, Héctor Reynoso nach knapp einer Stunde zum 3:1 und Nani in der 79. Minute zum 3:2-Endstand.
Das erste Pflichtspiel im Estadio Omnilife fand am 11. August 2010 im Rahmen des Finalhinspiels um die Copa Libertadores 2010 zwischen Chivas Guadalajara und SC Internacional statt. Hier waren die favorisierten Brasilianer dem Außenseiter aus Mexiko über weite Strecken überlegen und siegten verdient mit 2:1 (0:1). In der 45. Minute hatte Adolfo Bautista die Heimmannschaft überraschend mit 1:0 in Führung gebracht, ehe Victor de Paula Giuliano (73. Min.) und Fabian Guedes Bolívar (77.) den Sieg des Favoriten sicherstellen konnten. Alle Treffer in diesem Spiel wurden übrigens per Kopfball erzielt.
In erster Linie soll das rund 45.500 Zuschauer fassende Stadion für die Fußballspiele des CD Guadalajara genutzt werden. Obwohl es bereits vor seiner Eröffnung mit drei offiziellen Bezeichnungen in Verbindung gebracht wurde, hat sich sein Spitzname El volcán (deutsch Der Vulkan) bis heute erhalten, denn die Arena liegt zusammen mit ihren Parkplätzen und der gesamten Infrastruktur, unsichtbar für die Außenwelt, in einem Krater „versteckt“. Allein sein Dach erhebt sich, gleich einer Wolke, aus dem Krater und ist für Außenstehende sichtbar. So fügt sich die Sportstätte harmonisch in die umgebende Landschaft, die aus natürlicher Vegetation besteht und abseits des Großstadtrummels liegt.
Die eigenwillige Konstruktion, die von dem renommierten französischen Architekturbüro Studio Massaud-Pouzet geplant und von der international agierenden Baufirma HOK Sport + Venue + Event errichtet wurde, entstand in der Absicht, etwas Einzigartiges zu schaffen, das sich von den meisten Stadien der Welt deutlich abhebt.

## Die Spielfläche
Die Spielfläche bestand zunächst aus einem Kunstrasen, der das Produkt einer Mischung verschiedener Fasern (hergestellt aus Kiesel und Gummi) war. Diese Materialien machen den Rasen trotz häufiger Nutzung robust und widerstandsfähig gegen die UV-Strahlung und allerlei Bakterien, die die natürlichen Feinde eines Naturrasens sind. Dennoch wurde das Spielfeld 2012 während der Beratertätigkeit von Johan Cruyff mit Naturrasen ausgestattet, um die Verletzungsgefahr für die Spieler zu minimieren und eine höhere Leistungsfähigkeit zu erzeugen.